# 1797 en musique classique
| \| • Retour à la chronologie générale de la musique classique • \| |
| Grèce • Rome • Haut Moyen Âge • VIIIe siècle • IXe siècle • Xe siècle • XIe siècle XIIe siècle • XIIIe siècle • XIVe siècle • XVe siècle • XVIe siècle • XVIIe siècle XVIIIe siècle • XIXe siècle • XXe siècle • XXIe siècle |
| • Retour à la chronologie générale de la musique classique • |

| Années en musique classique : 1794 - 1795 - 1796 - 1797 - 1798 - 1799 - 1800    |
| Décennies en musique classique : 1760 - 1770 - 1780 - 1790 - 1800 - 1810 - 1820 |

## Événements
- 11 février : La Famille suisse, opéra-comique de Boieldieu, est donné à Paris.
- 12 février : Première interprétation de l'Hymne de l’Empereur (Gott erhalte Franz den Kaiser) de Haydn qui deviendra l’hymne national autrichien.
- 13 mars : Médée, opéra de Luigi Cherubini, créé à Paris.
- 6 avril : Le Quintette pour piano et vents en mi bémol majeur de Beethoven, créé à Vienne.
- 1er mai : Le Jeune Henri, opéra de Méhul, composé en 1791, créé à Paris.
- 7 novembre : L´Heureuse Nouvelle, opéra-comique de Boieldieu.
- 15 décembre : Le Pari ou Mombreuil et Merville, opéra-comique de Boieldieu.
- Composition des 6 quatuors opus 76 de Joseph Haydn.

## Naissances

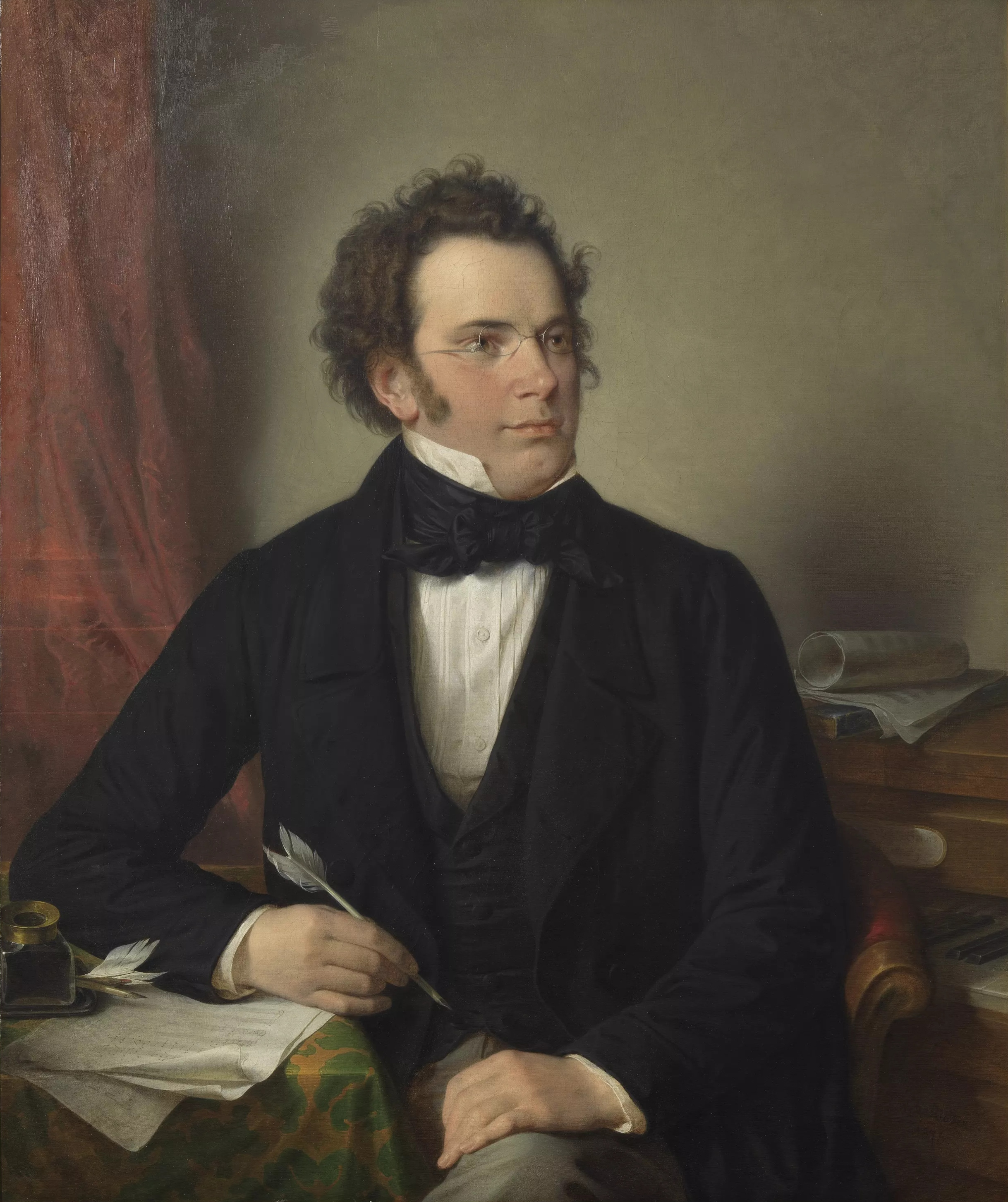
Franz Schubert

- 19 janvier : Henri-Bernard Dabadie, baryton français († 20 mai 1853).
- 21 janvier : Joseph Méry, journaliste, romancier, poète, auteur dramatique et librettiste français († 17 juin 1866).
- 31 janvier : Franz Schubert, compositeur autrichien († 19 novembre 1828).
- 8 mars : Maximilien Simon, compositeur français († 20 septembre 1861).
- 17 avril : Jean-Baptiste-Joseph Tolbecque, violoniste, chef d'orchestre et compositeur belge († 23 octobre 1869).
- 5 août : Friedrich August Kummer, violoncelliste, pédagogue et compositeur allemand († 22 août 1879).
- 10 août : Guillaume Louis Cottrau, compositeur et éditeur français († 31 octobre 1847).
- 29 septembre : Johann Gottlieb Kotte, clarinettiste classique et musicien de chambre royal saxon (royaume de Saxe) († 3 février 1857)
- 15 octobre  (24 vendémiaire an VI) : Claude-François Buteux, clarinettiste et compositeur français († 1er janvier 1870).
- 28 octobre : Giuditta Pasta, cantatrice italienne († 1er avril 1865).
- 29 novembre : Gaetano Donizetti, compositeur italien († 8 avril 1848).
- 12 décembre : Lucy Anderson, pianiste britannique († 24 décembre 1878).
- 16 décembre : André Robberechts, violoniste et compositeur belge († 23 mai 1860).
- 29 décembre : Aimé Leborne, compositeur et pédagogue français († 2 avril 1866).

Date indéterminée
- Domenico Gilardoni, poète et librettiste d'opéra italien († 1832).

## Décès

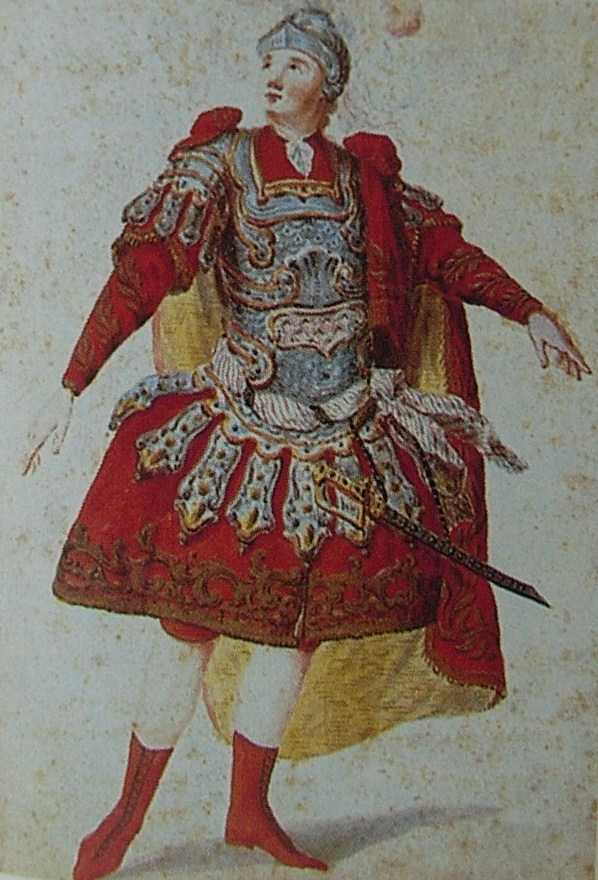
Anton Raaff

- 8 février : Johann Friedrich Doles, compositeur allemand (° 23 avril 1715).
- 12 février : Antoine Dauvergne, compositeur français (° 4 octobre 1713).
- février : Pasquale Anfossi, compositeur italien (° 5 avril 1727).
- 9 mars : Josina van Boetzelaer, compositrice néerlandaise (° 1er mars 1733).
- 19 mars : Philip Hayes, organiste et compositeur anglais (° 17 avril 1738).
- 30 mars : Franz Joseph Aumann, compositeur autrichien (° 24 février 1728).
- 12 avril : 
  - Johann Georg Bach, organiste allemand (° 30 septembre 1751).
  - Joseph Anton Steffan, compositeur et pianiste tchèque (° 14 mars 1726).
- 28 mai : Anton Raaff, ténor allemand (° 6 mai 1714).
- 19 août : Teresa Imer, chanteuse, directrice de théâtre et salonnière italienne (° 1723).
- 12 octobre : Pierre de Jélyotte, haute-contre français (° 13 avril 1713).
- 27 novembre : Carl Christian Agthe, organiste et compositeur allemand (° 16 juin 1762).
- 23 décembre : Giovanni Marco Rutini, compositeur et claveciniste italien (° 25 avril 1723).